# Univision
A Univision é uma rede de televisão americana que transmite sua programação em língua espanhola. Dedicada a comunidade hispanófona dos Estados Unidos. Conta com novelas, esportivos, programas de auditório, sitcoms e programas de variedades como suas principais atrações. É o canal de língua espanhola com maior audiência no mundo e sua principal concorrente é a Telemundo.
Dentre outros serviços, conta com o portal Univision Online, a plataforma on demand UVideos, a Univision Radio, Univision Music Group (gravadora detentora dos selos Univision Music e Fonovisa), além do serviço musical Uforia e de seu canal irmão, UniMás.
A Univision possui sede em Los Angeles, California, mas boa parte de sua programação é gerada a partir de Miami, Flórida, com sinal para México, Canadá e Porto Rico.

## História
Tudo começou em 1955, quando a KWEX-TV vira rede de TV e transmite para a comunidade hispânica em San Antonio, Texas. Esta estação foi parte da Spanish International Network (SIN), o antecessor da Univisión. Era parte do Telesistema Mexicano, o maior conglomerado privado do México que deu origem, junto com a Televisión Independiente de México, à Televisa.
Em 1961, a Federal Communications Commission (FCC) forçou a Televisa a vender a SIN devido a lei que que proibia operar estações nos EUA a estrangeiros. A SIN foi vendida a Hallmark Cards e foi renomeada de Univisión. Quando a Hallmark vendeu a emissora em 1992, seus novos donos prescindiram de um terço do staff em Miami e sua programação voltou a ser baseada quase toda ela em programas da Televisa.
Em 2015 a FCC permitiu ao Grupo Televisa consolidar a compra de 22% da rede. Em 2021, a Univision se fundiu com a mexicana Televisa. A empresa passou a se chamar TelevisaUnivision, mantendo marcas separadas em cada país.